# ラッセル (戦列艦・2代)
|          | |
| 艦歴     | |
| 発注:    | 1761年1月8日 |
| 建造:    | ウェスト造船所（デットフォード）                                                                                     |
| 進水:    | 1764年11月10日 |
| その後:  | 1811年売却 |
| 性能諸元 | |
| 全長:    | 砲列甲板：168ft 6in (51.4m)                                                                                          |
| 全幅:    | 46ft 11in (14.3m) |
| 喫水:    | 19ft 9in (6.0m) |
| 機関:    | 帆走（3本マストシップ）                                                                                              |
| 兵装:    | 74門： 下砲列：32ポンド(15kg)砲28門 上砲列：18ポンド(8kg)砲28門 後甲板：9ポンド(4kg)砲14門 船首楼：9ポンド(4kg)砲4門 |

ラッセル（HMS Russell）は1764年11月10日にデットフォードで進水したラミリーズ級74門3等戦列艦。
1785年にはジェイムズ・ソーマレズ艦長に指揮されてセインツの海戦に参加した。1794年の栄光の6月1日においてはリチャード・ハウ艦隊の一部であり、グロワ島の海戦やカンパーダウンの海戦、コペンハーゲンの海戦にも参加した。
ラッセルは1811年に退役し売却された。